# Florian Eisner
Florian Eisner (* 23. August 1975 in Innsbruck, Tirol) ist ein österreichischer Schauspieler, Regisseur und Musiker.

## Leben
Eisner erhielt seit 1990 Gitarrenunterricht bei Hanno Winder an der Musikschule Innsbruck. Nach seiner Matura 1993 am Bundesgymnasium und Bundesrealgymnasium Sillgasse und seinem Zivildienst im Jahre 1994 beim Roten Kreuz (Rettung Innsbruck) studierte er ab 1994 an der Leopold-Franzens-Universität Innsbruck, ab 1997 dort dann die Fächer Vergleichende Literaturwissenschaft und Germanistik. 2002 schloss er das Studium als Magister (Mag. phil.) ab.
Als Gitarrist und Texter war er in den 1990er Jahren in Innsbruck in der Literatur-Rock-Band „Asphalt“ aktiv. 1996 schrieb er das Libretto für das Musical „Jesaja“, ein Auftragswerk der Diözese Innsbruck, das in Tirol und bei einer anschließenden Österreich-Tournee gezeigt wurde.
2000 begann er ein Schauspielstudium an der Schauspielschule Innsbruck (Schauspielforum Tirol), das er 2003 vor der paritätischen Prüfungskommission der Bühnengewerkschaft mit der Bühnenreifeprüfung abschloss. 2001 gab er, unter der Regie von Christian Stückl, sein professionelles Bühnendebüt als Erzherzog Ferdinand von Habsburg in Felix Mitterers Theaterstück Gaismair bei den Tiroler Volksschauspielen in Telfs.
Von 2002 bis 2004 war er für zwei Spielzeiten am Tiroler Landestheater Innsbruck engagiert. Dort trat er u. a. als Mort in Häuptling Abendwind (Premiere: Dezember 2002), in Liebelei (2002), als Lord Lovell in Richard III. (2003), als Bernard in Tod eines Handlungsreisenden (2004) und als Raoul/Raimond in Die Jungfrau von Orleans (2004) auf.
Daneben hatte er Gastengagements am Augenspieltheater Hall (2001, 2003) und am Kellertheater Innsbruck (2004). 2003 gastierte er bei den Schwazer Freilichtspielen als „Armer Nachbar“ in Felix Mitterers Theaterstück Ein Jedermann. 2004 und 2005 trat er erstmals bei den Komödienspiele Porcia in Spittal an der Drau in Kärnten auf; seit 2008 war er dort alljährlich zu sehen.
2005 ging Eisner ins Ensemble des Schauspielhauses Salzburg; dort wirkte er bis 2009 in zahlreichen Inszenierungen mit. Zu seinen wichtigen Rollen dort gehörten Lucky in Warten auf Godot (2005), Melchior Gabor in Frühlings Erwachen (2006), Biff in Tod eines Handlungsreisenden (2007), Münz-Matthias in Die Dreigroschenoper (2007), Claudio in Viel Lärm um nichts (2008), Schupo Alfons Klostermeyer in Glaube Liebe Hoffnung (2009) und Paris in Romeo und Julia (2009).
Seit 2010 arbeitete er als freier Regisseur und Schauspieler in Wien, Innsbruck, Graz (2013; stemos project Graz), Kärnten, in der Schweiz und in Italien. Seit 2010 trat er regelmäßig an den Vereinigten Bühnen Bozen auf, u. a. als Tempelherr in Nathan der Weise (2010), als Student Pjotr Sergejewitsch Trofimow in Der Kirschgarten (2011), als Oberleutnant Demeter Stanzides in Das weite Land, in der Titelrolle einer Bühnenfassung des Michael Kohlhaas (2014–2015) und als Grenzjäger in Der Weibsteufel (2015). Weitere Engagements hatte er am Theater an der Effingerstraße in Bern (2012 und 2015) und am Kellertheater Innsbruck (regelmäßig seit 2010).
Im Oktober 2013 wirkte er, neben Kammerschauspielerin Julia Gschnitzer, als Bademeister Reini, in der Uraufführung des Theaterstücks Romys Pool von Stefan Vögel am Salzburger Landestheater mit. Mit dieser Produktion gastierte er anschließend 2014 auch an den Vereinigten Bühnen Bozen und am Stadttheater Bruneck.
Ab 2006 übernahm Eisner zusätzlich zu seiner Tätigkeit als Schauspieler erste eigene Regiearbeiten in Innsbruck, Salzburg und Wien. 2006 gründete er das Theater praesent in Innsbruck, dessen Leiter er bis Januar 2013 war. Unter Eisners Leitung erfolgte der Aufbau des Theaters zu einer etablierten Kellerbühne mit eigenem Spielort.
Neben seiner Arbeit am Theater stand Eisner regelmäßig für Film- und Fernsehproduktionen vor der Kamera. Er hatte Auftritte in den österreichischen Kinoproduktionen März von Klaus Händl (2008) und Michael von Markus Schleinzer (2011). 2007 hatte er in dem Fernsehfilm Der Ruf der Berge – Schatten der Vergangenheit eine kleine Rolle als Bergretter Sascha. In dem Fernsehfilm Hannah Hellmann – Der Ruf der Berge, dem Pilotfilm der neuen Bergfilm-Reihe des ZDF, war er im März 2015 ebenfalls in einer kleineren Rolle zu sehen. Er verkörperte Pietro Gamper, den Ehemann der Hüttenwirtin Lisa (Catherine Bode).
Seit 2007 arbeitet Eisner regelmäßig als Sprecher für den ORF-Kultursender Ö1. Außerdem ist er als Sprecher für Hörspiele und Radio-Features tätig. Seit 2008 tritt Eisner als Gitarrist und Sänger der Band Bluespension auf. Eisner lebt in Salzburg.

## Filmografie (Auswahl)
- 2005: Josefs Brüder (Kurzfilm)
- 2007: Der Ruf der Berge – Schatten der Vergangenheit (Fernsehfilm)
- 2008: März (Kinofilm)
- 2011: Michael (Kinofilm)
- 2012: Eiszeit (Kurzfilm)
- 2014: Frühling in Weiß (Fernsehfilm)
- 2015: Hannah Hellmann – Der Ruf der Berge  (Fernsehfilm)
- 2016: Die Einsiedler
- 2023: Schnell ermittelt – Jakob Dinkelmann